# Белоозёрский сельсовет (Брестская область)
Белоозёрский сельсовет — упразднённая административная единица на территории Берёзовского района Брестской области Белоруссии.

## Состав
В состав сельсовета входили 6 деревень:
| Населённый пункт | СОАТО         | Координаты                      |
| ---------------- | ------------- | ------------------------------- |
| деревня Лисичицы | 1 208 804 051 | 52°27′51″ с. ш. 25°12′36″ в. д. |
| деревня Маневичи | 1 208 804 056 | 52°27′48″ с. ш. 25°11′50″ в. д. |
| деревня Нивки    | 1 208 804 061 | 52°28′45″ с. ш. 25°08′52″ в. д. |
| деревня Нивы     | 1 208 804 066 | 52°28′02″ с. ш. 25°09′51″ в. д. |
| деревня Ольшево  | 1 208 804 071 | 52°28′23″ с. ш. 25°11′51″ в. д. |
| деревня Хрисо    | 1 208 804 076 | 52°26′57″ с. ш. 25°13′49″ в. д. |